# The Pinch Hitter
The Pinch Hitter è un film muto del 1917 diretto da Victor Schertzinger al suo esordio registico: Schertzinger curò (non accreditato) anche le musiche originali che accompagnavano le proiezioni in sala.
Il film venne rifatto nel 1925, sempre con il titolo The Pinch Hitter, interpretato da Glenn Hunter e Constance Bennett e diretto da Joseph Henabery.

## Trama
Joel Parker non ha nessuna fiducia in sé stesso. Suo padre lo ha sempre considerato una nullità, senza dargli alcuna fiducia e, quando il ragazzo va all'università, sembra che tutti ce l'abbiano con lui. Riuscirà a riscattarsi solo attraverso il baseball quando, un po' per fortuna, un po' per bravura, riuscirà a piazzare un tiro che lo fa diventare l'eroe del giorno, vincendo la partita, il rispetto di suo padre e anche la ragazza di cui è innamorato.

## Produzione
Il film fu prodotto da Thomas H. Ince per la Kay-Bee Pictures e la New York Motion Picture.

## Distribuzione

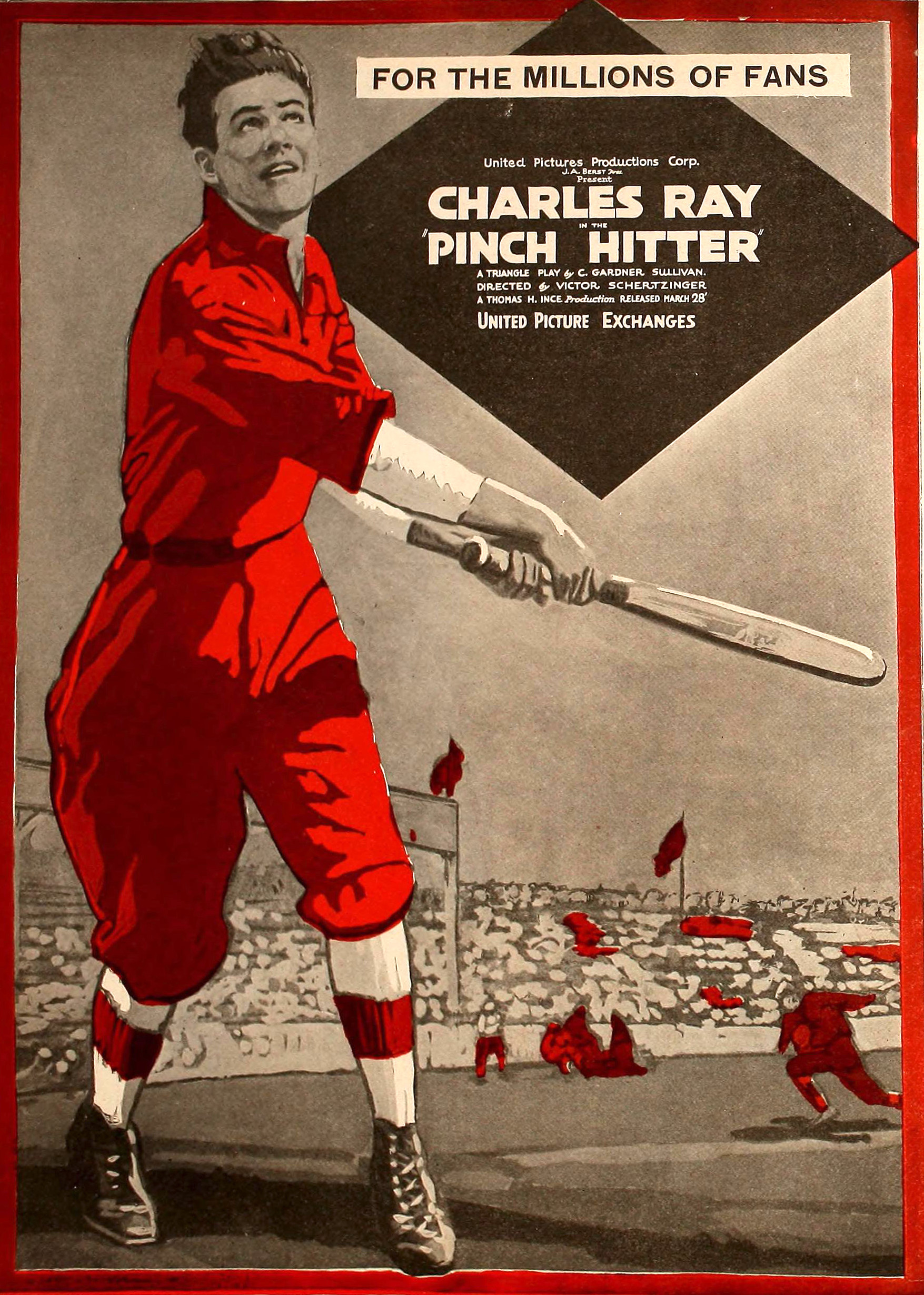
Pubblicità su Motion Picture News del 10 aprile 1920 (apparentemente, una pubblicità per la riedizione del film di quell'anno)

Distribuito dalla Triangle Distributing, il film uscì nelle sale statunitensi il 29 aprile 1917. L'United Picture Exchanges ne fece una riedizione che fu ripresentata al pubblico il 28 marzo 1920. Nel 1923, il film venne distribuito nuovamente dalla Tri-Stone Pictures, Incorporated.
Copia completa della pellicola si trova conservata negli archivi del George Eastman House di Rochester, della Library of Congress di Washington, dell'UCLA Film And Television Archive di Los Angeles.
Una copia di 48 minuti in 16 mm è stata riversata in digitale e distribuita nel 2005 in DVD dalla Grapevine Video insieme a The Busher, altro film sul baseball, diretto da Jerome Stern.